# Северо-Донской округ
Северо-Донской округ — административно-территориальная единица в составе Азово-Черноморского края, существовавшая в 1934—1937 годах. Центр округа — город Миллерово.

## История
5 июля 1934 года Президиум ВЦИК постановил «Северную область Азово-Черноморского края преобразовать в Северо-Донской округ того же края».
Постановлением от 27 января 1935 года Северо-Донской окружной исполнительный комитет Азово-Черноморского края была утвердил состав округа, в котором значились 26 районов :
- Алексеево-Лозовский, центр — слобода Алексеево-Лозовская.
- Базковский, центр — хутор Базки.
- Бело-Калитвенский, центр — станица Усть-Белокалитвенская
- Боковский, центр — станица Боковская.
- Верхне-Донской, центр — станица Казанская.
- Вёшенский, центр — станица Вёшенская.
- Волошинский, центр — слобода Волошино.
- Глубокинский, центр — посёлок Глубокая.
- Зверевский, центр — посёлок Зверево.
- Каменский, центр — город Каменск-Шахтинский
- Кашарский, центр — слобода Кашары.
- Киевский, центр — село Усть-Мечетка.
- Колушкинский, центр — село Колушкино.
- Криворожский, центр — слобода Криворожье.
- Литвиновский, центр — село Кононово.
- Мальчевский, центр — слобода Мальчевская.
- Мигулинский, центр — станица Мигулинская.
- Милютинский, центр — станица Милютинская.
- Морозовский, центр — станица Морозовская.
- Обливский, центр — станица Обливская.
- Селивановский, центр — станица Селивановская.
- Скосырский, центр — слобода Скосырская.
- Тарасовский, центр — слобода Тарасовка.
- Тацинский, центр — станица Тацинская.
- Чернышевский, центр — станица Чернышевская.
- Чертковский, центр — станица Чертково.

В феврале 1937 года Северо-Донской округ был упразднён,а районы стали подчиняться непосредственно Азово-Черноморскому крайисполкому.